# Млаулі
Млау́лі (англ. Mlauli) — традиційна громада у складі дистрикту Нено Південного регіону Малаві.
Населення — 35569 осіб (2018).